# Eumops glaucinus
Eumops glaucinus é uma espécie de morcego da família Molossidae. Pode ser encontrada na América Central e na América do Sul.

## Descrição
É um morcego de porte médio, mas seu tamanho varia em toda a sua extensão. Tem cerca de 24 ou 25 centímetros de comprimento e 30 a 47 gramas de peso; quando grávidas, às vezes as fêmeas ficam mais pesadas. Os machos geralmente são maiores do que as fêmeas. A espécie tem uma pelagem curta e brilhante de pelos bicolores que são mais claros nas bases, e a cor geral da pelagem pode ser preta, marrom, acinzentada ou canela. As partes inferiores são mais opacas e mais pálidas.
Possui um focinho comprido. Não tem um apêndice nasal em forma de folha e lábio superior saliente, mas tem uma quilha acima do olho. As orelhas tem cerca de 2 centímetros de comprimento e são mais largas do que compridas. A envergadura é de cerca de 41 a 47 centímetros. As asas são estreitas. As asas são adaptadas para voos longos, mas rápidos, especialmente em áreas abertas.
Possui um odor almiscarado. Os machos possuem uma glândula gular torácica de função desconhecida; pode ser usado para marcar as fêmeas ou território.

## Sistemática
O E. floridanus foi tratado como uma subespécie e posteriormente elevado ao status de espécie. Embora E. glaucinus seja variável, foi tratado como uma espécie, mas suspeito de se tratar de um complexo específico.

## Ecologia
É comum em habitats de floresta tropical e subtropical, mas foi frequentemente registrado vivendo em áreas urbanas, incluindo grandes cidades. Parece ser atraído pelo calor dos telhados de metal. Também pode ser encontrado em desertos, pântanos e matagais. Empoleira-se nas copas das árvores e em cavidades nos troncos, incluindo ninhos de pica-paus abandonados. Foi observado em palmeira-real-de-cuba (Roystonea regia), degame (Calycophyllum candidissimum), gumbo-limbo (Bursera simaruba) e palmeira cubana (Copernicia gigas). Foi registrado em elevações de até 2750 metros.
A espécie pode viver perto de outros morcegos, incluindo: Molossus molossus, Nyctinomops laticaudatus, Mormopterus minutus e Glossophaga soricina.

## Comportamento
Vive em pequenas colônias formadas por morcegos de ambos os sexos, às vezes um macho e um harém. É noturno. Alimenta-se de insetos, incluindo besouros, moscas, insetos, ortópteros e mariposas. Foi criado em cativeiro com uma dieta de carne crua moída suplementada com vitaminas.
Tende a não fugir quando ameaçado, mas produz um grito alto e agudo. Também produz sons penetrantes durante o voo à noite.
A espécie voa alto, raramente perto do solo, e pode decolar em superfícies horizontais. Voa rapidamente, geralmente em linha reta, ecolocalização e pigarro para pegar insetos.
A reprodução ocorre durante todo o ano em pelo menos algumas regiões. A maioria das fêmeas tem um filhote de cada vez.

## História fóssil
Estima-se que o E. glaucinus surgiu há cerca de 3,3 milhões de anos.